# The Outcasts (película)
The Outcast es una película de comedia adolescente dirigida por Peter Hutchings. Esta protagonizada por Eden Sher, Victoria Justice, Ashley Rickards, Claudia Lee, Katie Chang, Peyton List y Avan Jogia. La trama sigue a un grupo de adolescentes desajustados que se unen para derrocar a la popular camarilla en su preparatoria. Originalmente titulado The Outskirts, la filmación tuvo lugar entre julio y agosto de 2014.
La película tuvo un estreno limitado en cines y a través de video on demand el 14 de abril de 2017, por Swen Releasing.

## Reparto
| Actor             | Personaje         |
| ----------------- | ----------------- |
| Victoria Justice  | Jodi Watson       |
| Eden Sher         | Mindy Goldman     |
| Claudia Lee       | Whitney North     |
| Ashley Rickards   | Virginia Doe      |
| Katie Chang       | Claire Connors    |
| Peyton List       | Mackenzie Smith   |
| Jazmyn Richardson | Sugar Morey       |
| Avan Jogia        | Dave Quinn        |
| Will Peltz        | Colin Hackett     |
| Frank Whaley      | Herb Watson       |
| Ted McGinley      | Director Whitmore |
| Harry Katzman     | Louie Frank       |
| Nick Bailey       | Rick Hogan        |
| Alex Shimizu      | Howard Chang      |

## Producción
El 13 de mayo de 2014, el elenco del film, originalmente titulado The Outskirts, fue anunciado incluyendo a Eden Sher, Avan Jogia, Claudia Lee, Victoria Justice, Ashley Rickards, Peyton List, Katie Chang y William Peltz. El 8 de agosto, Frank Whaley se unió para interpretar a Herb, el padre de Jodi y un trabajador postal quien accede a tener citas una vez que su hija se haga cargo de su vida. Victoria Justice y Avan Jogia protagonizaron juntos la película Spectacular! y la serie Victorious ambas de Nickelodeon.

### Filmación
La fotografía principal inició el 2 de julio de 2014 en New York City. En agosto, el rodaje ocurrió en John L. Miller Great Neck North High School y otras locaciones cercanas como Great Neck y Port Washington.

### Marketing
El 29 de julio de 2014, dos imágenes de la película fueron mostradas por Entertainment Weekly. El 14 de mayo de 2015 el póster oficial fue revelado a través de las cuentas de las redes sociales oficiales del elenco.

## Estreno
En marzo de 2017, Swen Group adquirió los derechos de distribución del film. El 14 de abril de 2017, The Outcasts tuvo un estreno limitado y está disponible en video on demand.